# Crispino e la comare
Crispino e la comare (en español, Crispino y la bruja) es una ópera buffa compuesta por los hermanos Luigi y Federico Ricci, sobre un libreto de Francesco Maria Piave, basado en la comedia teatral Il medico e la morte (1825) del dramaturgo veneciano Salvatore Fabbrichesi. La obra se estrenó en el Teatro San Benedetto de Venecia el 28 de febrero de 1850.

## Historia
El teatro San Benedetto de Venecia contactó con Luigi Ricci para estrenar una ópera cómica de su autoría en 1850. Luigi quiso contar en esta ocasión con la colaboración de su hermano Federico, junto al cual había compuesto ya tres óperas anteriormente ( Il colonello en 1835, Il disertore per amore en 1836 y L'amante di richiamo en 1846. Pero en esta ocasión, las diferencias entre los dos hermanos (especialmente por la escandalosa relación de Luigi con las dos hermanas gemelas Stolz, Ludmilla y Franziska, que su hermano no aprobaba) cambiaron su forma de trabajo: si hasta entonces, en las óperas que habían compuesto juntos, habían trabajado los dos lado a lado, en esta ocasión se dividieron los números de la ópera entre ellos para componerlos cada uno por su lado.
El libreto fue obra de Francesco Maria Piave, en aquel entonces en la cima de su fama, colaborador habitual de Giusepe Verdi, que en este caso trabaja en un libreto cómico "fantástico", definido incluso como "casi negro". Su libreto adapta el que Giuseppe Checcherini había escrito para el compositor Giuseppe Curci en 1832, y que a su vez se basaba en la comedia Il medico e la morte de Salvatore Fabbrichesi. El libreto contribuyó a la renovación temática y lingüística del género bufo de la época.
El estreno fue un gran éxito, siendo considerada una de las mejores óperas bufas italianas del siglo XIX y convirtiéndose en la ópera bufa más popular de las estrenadas a mediados del citado siglo. 
La obra se hizo de inmediato muy popular en Italia, estrenándose en poco tiempo a lo largo del todo el país: Milán en el mismo 1850, Bolonia y Génova en 1852, Nápoles y Turín en 1853 o Roma en 1854. Además, la ópera se hizo popular en toda Europa, haciéndose también muy conocida gracias a las compañías italianas de ópera que hacían giras en América y Asia. Se estrenó en Barcelona, en el Liceu, en 1854 (repitiéndose en 1864, 1878, 1880-1881 y 1886, Londres, en el St James's Theatre en 1857, Río de Janeiro en 1861, París, Nueva York y Varsovia en 1865, Ciudad de México en 1866, Viena y Calcuta en 1867, El Cairo en 1870, Melbourne en 1871, Zagreb y Sídney en 1874 o Helsinki en 1880. En 1879 se interpretó en el Teatro Real de Madrid, a cuyo escenario volvió regularmente en temporadas sucesivas. Desaparece de los escenarios a comienzos del siglo XX, siendo de las últimas representaciones la de Nueva York de 1919 y la de Turín de 1837.
El 17 de diciembre de 1866 se estrena en el Grand Théâtre de Lieja una revisión de la obra, titulada Le docteur Crispin, adaptada por el propio Federico Ricci y con libreto traducido y adaptado por Charles Nuitter y Alexandre Beaumont, que se representa al día siguiente en Bruselas y en 1869 en París.
La ópera se recupera en época moderna en el festival de Wexford en 1979, representándose con posterioridad en Nueva York en 1980 y 1982, Venecia en 1983 y 1986, Nápoles en 1984 y en el Festival della Valle d'Itria de Martina Franca en 2013. Está previsto que Teatro Nuovo represente la ópera en Montclair y Nueva York en verano de 2023.

## Personajes
| Papel                                                                 | Voz           | Reparto del estreno |
| --------------------------------------------------------------------- | ------------- | ------------------- |
| Crispino Tachetto (zapatero)                                          | bajo          | Carlo Cambiaggio    |
| Annetta (su esposa)                                                   | soprano       | Giovannina Pecorini |
| Fabrizio (médico)                                                     | barítono      | Luigi Rinaldini     |
| Mirabolino (médico y farmacéutico)                                    | bajo          | Luigi Ciardi        |
| Contino del Fioro (noble toscano)                                     | tenor         | Giuseppe Pasi       |
| Don Astrubale di Caparotta (casero de Crispono, rico siciliano avaro) | bajo          | Angelo Guglielmini  |
| Lisetta (su sobrina)                                                  | mezzosoprano  | Paolina Prinetti    |
| La Comare (bruja)                                                     | mezzo-soprano | Giovannina Bordoni  |
| Bortolo, albañil                                                      | tenor         | No indicado         |

## Argumento
La acción se sitúa en Venecia, en el siglo XVII.
Acto I
Plaza en Venecia
Los empleados de la botica preparan los fármacos. Asdrubale va a tomar un café; el Contino, al verle, lamenta que por su culpa no puede ser feliz y tener a su amada Lisetta (aria: Bella siccome un angelo). Crispino canta, pero todos le hacen callar. Él, entonces, insiste en que el cantó es lo único que alivia sus males, y cuenta la historia del zapatero que se hizo rico gracias a una bruja (aria: Una volta un ciabattino). Aparece entonces Annetta, la mujer de Crispino, vendiendo historias, pero no está teniendo éxito (aria: Istorie belle a leggere). Como los dos están desesperados por no tener dinero, ella intenta vender sus historias a los presentes en la plaza, y Asdrubale entonces coquetea con ella y amenaza a Crispino con echarle de casa y vender sus muebles si no le paga de inmediato. Ante la amenaza de ir a la cárcel, Crispino huye. Asdubale entonces intenta propasarse con Annetta, pero ésta también huye. Consulta entonces con el doctor Fabrizio sobre el estado de Lisetta, y afirma que prefiere verla muerta antes de que ella ame a otro. Pero Fabrizio sabe que lo que Asdrubale quiere es la dote de la muchacha y, una vez solo, presume de sus dotes deductivas (aria: Io sono un po' filosofo). 
Lugar remoto con pozo de agua en el centro
Llega Crispino, jadeante, y al ver el pozo, piensa arrojarse en él para acabar con su vida. Pero, justo en ese momento, es detenido por la Comare (la bruja), quien le promete poner fin a sus desdichas y convertirlo en un gran médico, ya que desea castigar la soberbia de otros médicos. Le da una señal: si cuando vaya a ver a un paciente se le aparece ella, es que morirá; si no aparece, vivirá. Antes de partir, la Comare le da oro para saldar sus deudas y le promete que se le aparecerá, pero sólo él podrá verla. Llega entonces Annetta, y al contarle Crispino que una comare le ha dado el oro, se pone celosa y promete buscarse ella también un amante. Crispino consigue calmarla y los dos se disponen a abandonar su estado de pobreza. 
Acto II
Plaza en Venecia
Llegan Crispino y Annetta. Él tira de una patada su banco de zapatero y prepara todo para ser médico, lo que sorprende a su esposa, quien, pensando que la comare misteriosa debe ser un hada, se imagina su nueva vida lujosa (aria: Io non son più l'Annetta). Cuando todos ven el cartel que anuncia que Crispino ahora es médico, se burlan de él, pero Crispino paga a Asdrubale con las monedas de oro; sorprendidos, los demás le acusan de robar, y Crispino, temiendo que le muelan a palos, pide ayuda a la comare. Llega entonces el Contino anunciando que el albañil Bortolo ha caído del andamio y está grave; Mirabolano, al examinarlo, dice que no hay nada que hacer, que está deshauciado, pero Crispino, no viendo aparecer a la Comare, dice que sobrevivirá. Fabrizio se pone de su parte al pedir que le den una oportunidad de demostrar sus dotes, y Crispino enumera entonces una larga serie de alimentos para crear su receta para salvarlo. Le aplica parte de la receta mientras come el resto, y al momento Bortolo despierta; todos se asombran al verlo y comienzan a creer en las virtudes de Crispino, aunque Mirabolano se preocupa por el desprestigio que este acontecimiento puede traer a su carrera. Crispino se burla de Fabrizio, Mirabolano y Asdrubale, pero los demás, al ver lo sucedido, se ponen de su parte. 
Acto III
Plaza en Venecia
El Contino le pide a Fabrizio que, dado que es el médico de Lisetta, le entregue una carta de su parte, y le pide que le diga a Asdrubale que, si se casa con ella, renuncia a su dote, porque él ya es rico y no lo necesita. Fabrizio, aún sabiendo que va a ser difícil conseguirlo, acepta ayudarle. 
Interior de la botica
Crispino le hace escribir a Mirabolano una receta, pero éste, al saber para quién es, le acusa de robarle los clientes. Crispino afirma entonces que el nuevo tratamiento que le ha puesto está funcionando y que Mirabolano se equivocaba. Fabrizio, tratando de imponer la paz, pide a los dos que pasen consulta juntos ante él. 
Salón en casa de Don Asdrubale
Se va a realizar la prueba: Crispino y Mirabolino van a examinar a Lisetta ante los médicos y Asdrubale. Todos la dan por deshauciada, pero Crispino dice que vivirá; aparece entonces la Comare, pero no señalando a Lisetta, sino a Asdrubale. Crispino afirma entonces que, además de sobrevivir, Lisetta se casará con su amado esa misma noche, y profetiza que Asdrubale morirá. En ese momento, Asdrubale se siente mal, se retira y al poco tiempo aparece Mirabolano diciendo que ha muerto. Crispino pide entonces que casen a Lisetta, que ya está recuperada, con el Contino. 
Salón en casa de Crispino
Annetta, aprovechando que Crispino está en Padua atendiendo a un paciente, da una fiesta, y cuenta que Crispino, desde que gana mucho dinero, está cambiado y la trata mal. Canta entonces una canción de cuando era vendedora, pero en ese momento aparece Crispino y los echa a todos. Se le aparece entonces la Comare, pero él la desprecia, creyendo que ya no la necesita, así que ella le da un golpecito en la espalda y ambos se hunden en el suelo. 
Acto IV
Subsuelo
En la morada de la comare, Crispino descubre que es una bruja y que es su prisionero. Ella le muestra un montón de lamparitas, que son en realidad vidas humanas, algunas a punto de extinguirse. Tras mostrarle varias, al final la comare le enseña a Crispino la suya, que se está apagando a causa de sus vicios. Crispino pide que le quiten un poco de aceite a la de su esposa, que tiene mucho, para echárselo a él, provocando la furia de la comare, que confiesa ser la muerte, y le dice que tiene que hacer testamento de inmediato. Crispino se ve obligado a seguir las indicaciones de la comare en su testamento, pero al terminar ella insiste en que tiene que quedarse a su lado, aunque él sólo quiere marcharse. Crispino pide entonces como último deseo poder volver a ver a Annetta y a sus hijos; ella, mediante una visión, se los muestra, y ve que están rezando porque Crispino se recupere. La comare acepta dejarlo partir si él se compromete a ser un buen esposo y padre. 
Habitación en casa de Crispino
Crispino despierta rodeado de los suyos; Fabrizio le cuenta que tuvo una indisposición, pero ya está mejor. Crispino le promete a su esposa cambiar, y ella se muestra inmensamente feliz de volver a tenerlo.

## Estructura
Acto I
- N. 1 - Preludio e Introducción Batti, batti, pesta, pesta (Coro, Asdrubale, Contino)
- N. 2 - Romanza Bella siccome un angelo (Contino)
- N. 3 - Canzone Una volta un ciabattino (Crispino)
- N. 4 - Cavatina Istorie belle a leggere (Annetta)
- N. 5 - Stretta Paga i tuoi debiti (Coro, Asdrubale, Mirabolano, Contino, Annetta, Crispino)
- N. 6 - Cavatina Io sono un po' filosofo (Fabrizio)
- N. 7 - Gran escena Fermo là! (Comare, Crispino)
- N. 8 - Dueto final Vedi o cara (Crispino, Annetta)

Acto II
- N. 9 - Aria di Annetta Io non son più l'Annetta (Annetta)
- N. 10 - Cuarteto Cosa ha scritto mai (Mirabolano, Fabrizio, Asdrubale, Coro, Crispino)
- N. 11 - Pieza de conjunto Ah signori, signori (Contino, Crispino, Fabrizio, Asdrubale, Mirabolano, Coro, Annetta)
- N. 12 - Cura del doctor Crispino Recipe panam candidam (Crispino, Contino, Fabrizio, Annetta, Mirabolano, Asdrubale, Coro, Bortolo)
- N. 13 - Sexteto Quanti baci vorrei dare (Crispino, Annetta, Mirabolano, Contino, Fabrizio, Asdrubale, Coro)
- N. 14 - Seguito Sul mio letto quest'uomo portate (Crispino, Fabrizio, Asdrubale, Mirabolano, Coro)
- N. 15 - Stretta Viva il povero Crispino (Coro, Crispino, Annetta, Contino, Fabrizio, Mirabolano, Asdrubale)

Acto III
- N. 16 - Coro Zitti adesso (Coro, Bortolo)
- N. 17 - Dueto Ehi, contin (Frabrizio, Contino)
- N. 18 - Terceto Di Pandolfetti medico (Mirabolino, Crispino, Fabrizio)
- N. 19 - Coro Misteri impenetrabili (Coro, Asdrubale)
- N. 20 - Concertante Son tutti medici? (Crispino, Fabrizio, Contino, Mirabolano, Coro)
- N. 21 - Sexteto Qual ti veggo (Contino, Coro, Lisetta, Asdrubale, Fabrizio, Crispino, Mirabolano)
- N. 22 - Stretta Volete ch'io vi schiccheri (Crispino, Mirabolano, Coro, Asdrubale, Fabrizio, Contino, Lisetta)
- N. 23 - Canción Piero mio, go qua una fritola (Annetta)
- N. 24 - Finale III Xe qua Piero (Crispino, Annetta, Coro, Comare)

Acto IV
- N. 25 - Escena de las lucecitas Eccoci giunti (Comare, Crispino)
- N. 26 - Dueto  Testamento! (Crispino, Comare)
- N. 27 - Escena y cabaletta final Non ha gioja in tal momento (Annetta, Crispino, Mirabolano, Fabrizio, Contino, Coro)

## Discografía
| Año  | Reparto (Crispino, Annetta, Fabrizio, Contino del Fiore, Comare)                           | Director de Orquesta | Sello discográfico |
| ---- | ------------------------------------------------------------------------------------------ | -------------------- | ------------------ |
| 1989 | Roberto Coviello, Daniela Lojarro, Simone Alaimo, Enrico Cossutta, Serena Lazzarini        | Paolo Carignani      | Bongiovanni        |
| 2013 | Domenico Colaianni, Stefania Bonfadelli, Mattia Olivieri, Fabrizio Paesano, Romina Boscolo | Jader Bignamini      | Dynamic            |

## Adaptaciones
En 1939, el director de cine italiano Vincenzo Sorelli realizó una adaptación cinematográfica de la ópera, con el mismo título.